# Enciclopedia erótica del cómic
Enciclopedia erótica del cómic és el tercer còmic elaborat per Romà Gubern i Luis Gasca Burges, autors també d' El discurso del cómic i El Diccionario de las onomatopeyas del cómic, que consisteix en un diccionari de terminologia sexual il·lustrat, amb la particularitat que aquestes imatges són vinyetes de còmic o portades de tebeos, i que desglossa alfabèticament un conjunt de termes tècnics sobre diferents aspectes de les relacions sexuals humanes, tant les més àmpliament conegudes i comunes com les menys habituals. Fou publicat per Ediciones Cátedra el 2012.

## Contingut
L'obra no és pas un compendi d'autors o novel·les gràfiques que tinguin la pornografia com a principal argument, sinó que és una llista exhaustiva de pràctiques sexuals o termes relacionats amb el sexe il·lustrats amb vinyetes de centenars d'autors d'arreu del món, des del Japó a l'Argentina, com Milo Manara, Guy Peellaert, Robert Gigi, Georges Pichard o Guido Crepax. Per exemple:
- Quinunolagnia- excitació sexual produïda en posar-se el subjecte en situacions de perill
- Galactofàgia - plaer per la succió de la llet d'un pit lactant.
- Odaxelagnia - Excitació provocada per les mossegades.
- Dipoldisme - Excitació sexual produïda pel maltractament a nens.

## Premis
Als XXII Premis Turia va rebre el premi a la millor contribució cultural del còmic.